# شورت ۳۶۰
شورت ۳۶۰ (به انگلیسی: Short 360) یک هواگرد، مسافربری توربوپراپ ساخت شرکت ایرلند شمالی برادران شورت است که در سالهای ۱۹۸۰ معرفی شد. شورت ۳۶۰ تا ۳۹ نفر گنجایش مسافر داشت و در نوامبر سال ۱۹۸۲ برای پرواز معرفی شد. این هواپیما نمونه بزرگتر شورت ۳۳۰ است.